# Цель (зупинний пункт)
Цель (біл. Цэль) — зупинний пункт Могильовського відділення Білоруської залізниці в Осиповицькому районі Могильовської області. Розташований за 2,7 км на північний схід від села Цель; на лінії Верейці — Гродзянка, поміж станціями Верейці і Лапичі.